# Xã Minto, Quận Cavalier, Bắc Dakota
Xã Minto (tiếng Anh: Minto Township) là một xã thuộc quận Cavalier, tiểu bang Bắc Dakota, Hoa Kỳ. Năm 2010, dân số của xã này là 24 người.